# 中川ミコ
中川 ミコ（なかがわ ミコ、1989年1月10日 - ）は、日本の女優。ライターとしては「オソサキカイ」名義。コミュニティ団体「遅咲会」を立ち上げるとともに、劇団「座・遅咲会（ざ・おそさきかい）」の主宰も務める。

## 来歴

### 生い立ち
1989年1月10日、東京都で中川家に姉二人の三女として生まれる。
高校卒業後は、7年間社会人生活を送るが、カナダへ留学。ここで英会話を身に付ける。
自分がどういう道に進むか考えてみると、子供の頃から女優になりたかったことと、今も女優になりたい気持ちが重なり、カナダ留学から帰った23歳から芸能事務所に所属し、女優として活動を始める。しかし、なかなか仕事がくることなくフリーランスに転身するも、やはり仕事がなく、小劇場界へ。

### 女優として
活動初期は「遅咲貝」と「中川ミコ」の2つの名義で活動していたが、2015年9月より「中川ミコ」に名義を統一。
小劇場の舞台俳優を主に活動しているが、テレビ・映画に出演している。
2017年10月に映画『靴屋と彼女のセオリー』で、第1回おおいた自主映画祭 最優秀女優賞を受賞。
2018年、神威杏次監督の短編映画の処女作「MY GIRL」に出演し、神威杏次本人から映画007のボンドガールに例えて「初代カムイガール」の称号をもらい、以降神威杏次の作品には無くてはならないキャストの一人となる。
2019年2月は、2019年12ヶ月連続コメディ舞台公演のほかに、『マグナと不思議の少女』のオーディションに合格し、留学で身につけた英語で、全台詞英語の舞台をやり遂げた。
また、神威杏次監督初の長編映画「ハートボイルド・フィクション」に出演している。
2020年は1年限定ユニット「遅咲会2020」として、脚本演出に水谷健吾、俳優陣に大柿誠、太田純平、菊田貴公、真僖祐梨、主宰・俳優兼ねて中川ミコのラインナップに客演を加えてので4公演を計画し、稽古場と舞台も一年分抑えていた。しかし、この年の春先に大流行した新型コロナウィルスの影響で、遅咲会2020としての公演は出だしから中止となる。7月公演もタイトル発表される前に早々に中止とし、配信によるリモート演劇に切り替え４公演を行った。
8月以降は客演も含め4公演に出演している。
この年も、神威杏次監督の長編映画「ビター・アンド・スイート」に出演している。

### 主宰、プロデューサーとして
2016年10月13日に、合同会社ケ・セラ・セラを設立し、代表を務める（現在はフリーランス）。
2019年に座・遅咲会を旗揚げし、遅咲会Tシャツ先行販売、テーマソング遅咲会歌「フェスティバル！」、1月公演の『美少女戦隊フラワーズ』の主題歌「美少女戦隊フラワーズ」の楽曲に参加し作詞・作曲もこなした。12ヵ月間コメディ作品を毎月1演目公演し、コンセプトに「劇場を笑顔の集まるみんなの待ち合わせ場所に」を掲げ、最終目標はチケットの取れない舞台に成長し、12月最終公演でお笑いコンビ、キングコングの西野亮廣の絵本『えんとつ町のプペル』を上演することとしてスタートした。「2019年12か月連続コメディ舞台公演」をほぼ一人で立ち上げ、劇場・稽古場の確保、脚本家や演者の段取りまでをこなそうとしたが、1月・2月公演と自身が演者も兼ねての一人でのプロデュースに早くも限界を感じる。しかし強力な助人を制作に付け、以降は客演も含め12月公演までを終える。
遅咲会のイラストはやましろきいろがデザインし、「遅」のしんにょうにあるピエロに見えるキャラクターは2019年、2020年にも登場する。このキャラクターは2019年中盤に単独でデザインされ、名前は「カイくん」と名付けられた。
2019年イラストの「咲」のくちへんにある花はガイラルディアで、花言葉は「天真爛漫」「団結」「協力」「明るい人柄」。中川ミコのイメージと遅咲会のイメージに合うということで、サポーターの提案で図案化された。
2020年は遅咲会2020として、固定メンバー（脚本・演出：水谷健吾、出演：真僖祐梨、菊田貴公、大柿誠、太田純平、中川ミコ）に客演を迎えての4公演を計画し、劇場も抑え年間のスケジュールを公表した。しかし、新型コロナウィルスによる影響で、5月・7月公演を早い段階で中止とし、リモート演劇に切り替えた。

### ライターとして
「オソサキカイ」名義で、総合ニュースWebサイト「RBB TODAY」の食レポライターとして2017年7月16日から2018年11月16日にかけて活動。
2020年4月11日より、Webアプリ「note」でライターとしての活動再開。

## 出演

### 舞台
- 県道43号線（2015年7月30日 - 8月1日）
- タイトル不明（2016年）
- 漫劇2〜タイムカプセル〜G班（2016年5月11日 - 15日）
- スーパーバイトミー（2016年9月8日 - 11日）- 主演・鋼鉄ひじり 役
- 〜文違い〜（2016年9月6日 - 10日）- お杉 役
- 12人の粋な江戸っ子（2017年1月18日 - 22日）
- 虹彩IRIS（2017年4月27日 - 30日） - グランダ 役
- RINGWANDERING -another world-（2017年8月8日 - 13日） - 本郷南 役
- 我が名もオスカル!（2017年9月26日 - 10月1日）- 主演・日下部いち子 役
- 鳴かない獣（2017年12月5日 - 10日） - 増淵伊織 役
- キズ絆（2018年4月17日 - 22日） - 金山かえで 役
- Suki×Sukiスナック5 〜スナックへ飲みに行こう〜B班（2018年7月5日 - 9日） - スナックCandyママ 役
- 曼殊沙華（2018年9月13日 - 17日） - 主演・おかめ 役
- 嵐RUN（2018年10月4日 - 7日） - 和雲麻耶 役
- 美少女戦隊フラワーズ（2019年1月16日 - 20日） - マドカ 役
- マグナとふしぎの少女（2019年2月11日） - 主演・Ray 役
- ミコちゃんに叱られる（2019年2月22日 - 24日） - ミコちゃん役[注 3]
- ウチの愛レシピ（2019年3月14日 - 18日） - AD矢野潮、板野梨花 役[注 4]
- マイナス1回目のプロポーズ（2019年4月17日 - 21日） - 主演・リイサ、サユリ 役
- 愛need獣（2019年5月21日 - 26日） - 主演・アイ 役
- アルケミスト（2019年6月19日 - 23日） - 葛偽ユリコ 役
- ヤンキャバウォーズ（2019年7月18日 - 21日）[5] - 立花楓 役
- 遅咲祭 インプロ祭じゃ〜（2019年8月8日 - 11日） - 臼井サチコ 役
- 偉人ちゃん2019〜その時歴史が笑った〜（2019年9月7日 - 16日） - 川上千佳 役
- ぼんじり（2019年10月8日 - 13日） - まなみ 役
- 絡縺（2019年11月19日 - 24日） - 臼井幸子 役
- ソウル・ザ・ペアレンツ（2019年12月24日 - 29日） - 主演・斎藤ルリ 役
- よつば診療浪漫劇（2020年3月18日 - 29日） - 川野千代 役
- 12人の息苦しい未来人（2020年5月12日 - 17日）[注 5]
- 7月公演（2020年7月7日 - 12日）[注 5]
- zoomの数字（2020年4月7日）[注 6]- 中川ミコ 役
- 空気とデマ（2020年4月19日）[注 6] - 会社員ミコ 役
- 自粛病（2020年5月16日、23日、30日、6月6日）[注 6] - 箕輪惠 役
- 付きまとう男（2020年7月30日）[注 7] - 主演・中川ミコ 役
- 遅咲祭インプロ祭り2020 feat.CORONA（2020年8月6日-9日）[注 7] - 中川ミコ 役
- 短編集『失恋博物館 in summer 2020』百鬼夜行、朝まで。（2020年8月15日、16日）- ナナセ 役
- 偉人ちゃん2020〜本能寺が変！〜（2020年9月21日、22日、24日 - 27日）[注 8] - 川上千佳 役
- どんでん返しをもとめて（2020年11月10日-15日）[注 9] - 香保 役
- おーい、かえってこーい（2021年5月18日-23日） - メグミ 役
- S×SS企画『TWO-handers』nineminutes（2021年10月14日）- 亜弥 役
- はりぼて予知のその先に（2021年11月3日-7日）- 主演・木村マミ 役

### ドラマ
- コウノドリ（第2シリーズ） 第5話・第6話（2017年11月10日、17日） - ペルソナ総合医療センターの救命救急センター看護師 役

### 映画
- ようこそ中野キッズバーへ（2015年10月公開）
- お元気ですか？（2016年公開）
- イタズラなKiss THE MOVIE 〜ハイスクール編〜（2016年11月25日公開）
- 靴屋と彼女のセオリー（2017年10月29日公開） - 佳子 役
- ボストンの鉄爪（2018年10月20日公開）
- 終わらなかった世界のため（2018年11月公開）
- カイジ ファイナルゲーム（2020年1月10日公開）

### ラジオ
- ちょっぴりピロートーク（2015年10月6日 - 2016年3月29日、FMうらやす）
- ジェネレーションギャップ（2015年10月12日 - 不明、FMうらやす）
- ミコとたまのラジオ（2020年4月22日 - 9月1日(一旦休止)、ツイキャス）

### 配信
- まるごとミコですよ（SHOWROOM）
- 中川ミコのALLちゃんねる（2020年3月12日 - 、YouTube）
- ミコりキッチン（2020年4月22日 - 6月24日 生配信、7月6日- 録画配信、ツイキャス）

### 司会
- ミャンマー祭（2016年11月）
- 映画『空人』初日舞台挨拶（2020年1月16日）

### 写真集
- 1st写真集「Butterfly Effect」（2018年1月20日）

### その他
- ものまねプロ野球 - 2016年10月15日に青山運動場で行われた試合で始球式を務める。桑田真澄の公認そっくりさん、桑田真似ひきいるものまねプロ野球チームのマネージャーとして参加。以降、選手としても参加する。2018年以降は活動していない。
- PAスーパー海物語 IN JAPAN2 with 太鼓の達人 - 大当たり中のキャラとして登場。
- 三栄「GOLF TODAY」 - 2020年4月よりGTバーディーズの一員として、同誌主催のゴルフ大会に参加[2][6]。